# Szenegál a 2006. évi téli olimpiai játékokon
Szenegál az olaszországi Torinóban megrendezett 2006. évi téli olimpiai játékok egyik részt vevő nemzete volt. Az országot az olimpián 1 sportágban 1 sportoló képviselte, aki érmet nem szerzett.

## Alpesisí
| Versenyző  | Versenyszám            | 1. futam      | 1. futam      | 2. futam | 2. futam | Összesítés | Összesítés |
| Versenyző  | Versenyszám            | Idő           | Hely.         | Idő      | Hely.    | Idő        | Helyezés   |
| ---------- | ---------------------- | ------------- | ------------- | -------- | -------- | ---------- | ---------- |
| Leyti Seck | Műlesiklás             | nem ért célba | nem ért célba | kiesett  | kiesett  | kiesett    | kiesett    |
| Leyti Seck | Óriás-műlesiklás       | nem ért célba | nem ért célba | kiesett  | kiesett  | kiesett    | kiesett    |
| Leyti Seck | Szuperóriás-műlesiklás |               |               |          |          | 1:42,87    | 55.        |